# Damage CTRL
Damage CTRL (pronunțat „Damage Control”) este o echipă de wrestling care evoluează în WWE în brandul Raw format din Dakota Kai, Iyo Sky, Kairi Sane și Asuka. Echipa a deținut de trei ori WWE Women's Tag Team, Kai și Sky fiind de două ori campioane, iar Asuka și Sane (cunoscute sub numele de The Kabuki Warriors) fiind o singură dată campioane. Sky a fost o singură dată WWE Women's Champion și a fost, de asemenea, câștigătoarea feminină a Money in the Bank din 2023, în timp ce fostul lider Bayley a fost câștigătoarea Royal Rumble feminin din 2024.

## Membre

### Prezent
[edit source]
| Membre     | S-au alăturat      |
| ---------- | ------------------ |
| Dakota Kai | 30 Iulie, 2022 *   |
| Iyo Sky    | 30 Iulie, 2022 *   |
| Kairi Sane | 10 Noiembrie, 2023 |
| Asuka      | 17 Noiembrie, 2023 |

### Foști membri
| Membri     | S-au alărurat    | A plecat         |
| ---------- | ---------------- | ---------------- |
| Bayley (L) | 30 Iulie, 2022 * | 2 Februarie 2024 |